# María Luisa Bartolomé Núñez
María Luisa Bartolomé Núñez (Vilarello da Igrexa, Cervantes, provincia de Lugo; 1956) es una política y sindicalista española. Trabajó como administrativa del Ayuntamiento de Elche; y, en 1978 se afilia al PSOE. También fue delegada sindical de la UGT, y miembro del Ejecutivo local del Bajo Vinalopó del PSPV-PSOE. Fue escogida diputada por la provincia de Alicante en las elecciones generales de España de 1996.
En las elecciones municipales en Elche, participó por el PSOE, en tercer lugar de 27 candidaturas.